# Фуркулешть
Фуркулешть, Фуркулешті (рум. Furculești) — село у повіті Телеорман в Румунії. Адміністративний центр комуни Фуркулешть.
Село розташоване на відстані 98 км на південний захід від Бухареста, 18 км на південний захід від Александрії, 117 км на південний схід від Крайови.

## Населення
За даними перепису населення 2002 року у селі проживали 1393 особи.
Національний склад населення села:
| Національність | Кількість осіб | Відсоток |
| -------------- | -------------- | -------- |
| румуни         | 935            | 67,1%    |
| цигани         | 457            | 32,8%    |

Рідною мовою назвали:
| Мова      | Кількість осіб | Відсоток |
| --------- | -------------- | -------- |
| румунська | 1009           | 72,4%    |
| циганська | 383            | 27,5%    |